# 愛新覚羅胤祚
愛新覚羅 胤祚（あいしんかくら いんそ、康熙19年2月5日（1680年3月5日） - 康熙24年5月14日（1685年6月15日））は、清の康熙帝の六男。母は徳妃のウヤ氏（孝恭仁皇后）。胤禛（雍正帝）の同母弟で、胤禵の同母兄。
康熙24年5月14日（1685年6月15日）に急死した。